# Kyšice (ort i Tjeckien, Mellersta Böhmen)
Kyšice är en ort i Tjeckien.   Den ligger i regionen Mellersta Böhmen, i den centrala delen av landet, 22 km väster om huvudstaden Prag. Kyšice ligger 393 meter över havet och antalet invånare är 579.
Terrängen runt Kyšice är platt. Runt Kyšice är det ganska tätbefolkat, med 108 invånare per kvadratkilometer. Närmaste större samhälle är Kladno, 6,2 km norr om Kyšice. Trakten runt Kyšice består till största delen av jordbruksmark.